# Roxas, Isabela
Roxas là một đô thị hạng 2 ở tỉnh Isabela, Philippines. According to the latest census, it has a population of 53.461 người trong 9.896 hộ.

## Các đơn vị hành chính
Roxas được chia ra 26 barangay.
| - Anao - Imbiao - Lanting - Lucban - Marcos - Masigun - Rizal - Vira - Bantug - Luna - Quiling - Rang-ayan - San Antonio | - San Jose - San Pedro - San Placido - San Rafael - Simimbaan - Sinamar - Sotero Nuesa - Villa Concepcion - Matusalem - Muñoz East - Muñoz West - Doña Concha - San Luis |